# Caryotype
Ne doit pas être confondu avec le génome, qui correspond à l'ensemble du matériel génétique d'une espèce.

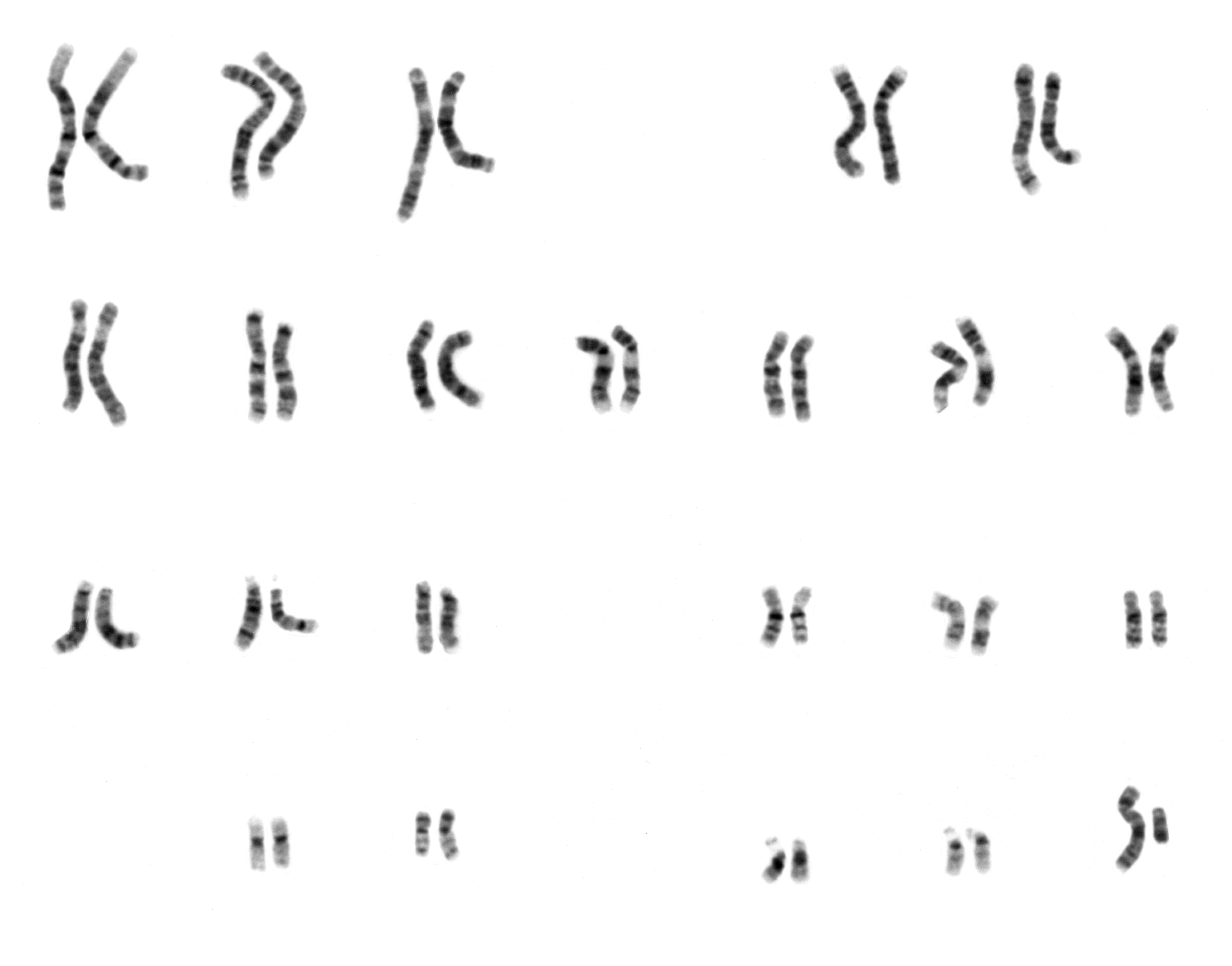
Caryotype d'un individu de sexe masculin (XY). Coloration au Giemsa. Il s'agit ici de paires de chromosomes métaphasiques c'est-à-dire avec chacun deux chromatides mais ici, elles sont encore fusionnées et on ne peut les distinguer.

Le caryotype (ou caryogramme) est l'arrangement standard de l'ensemble des chromosomes d'une cellule, à partir d'une prise de vue microscopique. Les chromosomes sont photographiés et disposés selon un format standard : dans un caryotype, les chromosomes sont classés par paire et par taille du 1 au 22. On réalise des caryotypes dans le but de détecter des anomalie chromosomiques (telles que la trisomie 21) ou d'identifier certains aspects du génome de l'individu, comme le sexe (XX ou XY). Notons qu'un caryotype se présente sous forme de photographie.
Son étymologie peut se décomposer ainsi : Caryo du grec κάρυον karyon, (graine ou noyau, utilisé ici par synecdoque pour la cellule) et le suffixe Type du grec ancien τυπός, tupos (empreinte, marque).

## Réalisation d'un caryotype

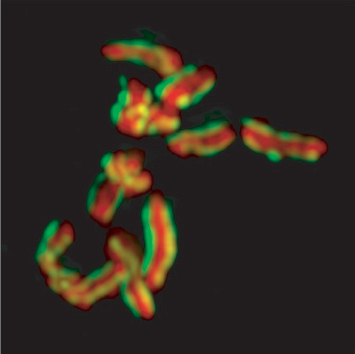
Caryotype de Caenorhabditis elegans (ADN en rouge / Kinétochores en vert). Les centromères des chromosomes holocentriques s’étendent sur toute la longueur des chromosomes. Peu fréquents chez les espèces couramment étudiées (à l’exception de C. elegans), jamais observés chez les vertébrés, les chromosomes holocentriques sont néanmoins répandus chez les protozoaires, plusieurs phylums d’invertébrés et quelques plantes.

Après un prélèvement sur l'individu, des cellules (souvent des lymphocytes obtenus par un prélèvement sanguin) sont mises en culture in-vitro. La culture est alors mise en présence de colchicine qui perturbe les fuseaux mitotiques et bloque les cellules en métaphase de la mitose. Les cellules en mitose sont alors récoltées, on les fait gonfler par une incubation dans un milieu hypotonique ; on les met ensuite en présence d'un fixateur, et l'on étale la suspension cellulaire fixée sur une lame de verre, en vue de l'observation microscopique, c'est ce que l'on appelle un étalement chromosomique.
Cette préparation est ensuite colorée. La coloration la plus classique est la coloration au giemsa qui entraîne, après l'application d'un traitement approprié, l'apparition de bandes sombres et claires alternées sur les chromosomes : le « G-banding ». La topographie des bandes est caractéristique d'un chromosome et permet de l'identifier (les deux chromosomes d'une même paire ont la même topographie de bandes).
Il existe également d'autres méthodes de coloration qui font apparaître d'autres types de bandes (Q-Banding, R-Banding, etc.). Certaines de ces méthodes font appel aux colorants fluorescents.

### Technique FISH (fluorescent in situ hybridization)
La technique FISH, qui ne doit pas être confondue avec celles citées ci-dessus, utilise des sondes spécifiques de certaines séquences de nucléotides, et non des colorants qui se fixent sur tous les chromosomes.
Des séquences d'ADN complémentaires de la séquence d'un gène ou d'une partie du génome sont préparées in vitra et couplées à des fluorochromes. Cette sonde ainsi que les chromosomes sont chauffés, ce qui a pour effet de dissocier les brins complémentaires (dénaturation thermique). Ils sont alors mis en présence et on les laisse refroidir. De cette manière, la sonde (fluorescente) peut s'apparier avec sa séquence homologue sur le chromosome. On obtient donc un ADN hybride. Ceci permet de repérer à l'aide d'un microscope à fluorescence, la position d'un gène ou d'une séquence génomique sur le caryotype et donc de mettre en évidence, par exemple, une position anormale due à une translocation.

### Caryotype spectral (technique SKY:spectral karyotype).

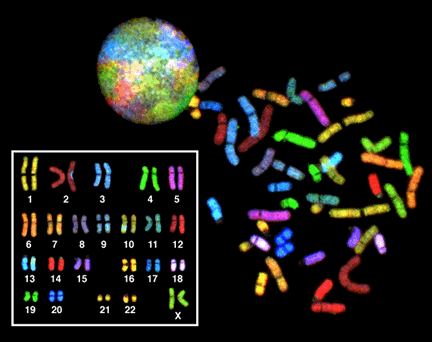
Caryotype spectral : photographie de l'étalement chromosomique après hybridation. En insert : le caryogramme obtenu après identification et classement des chromosomes. Remarque : il s'agit d'un individu de sexe féminin avec 2 chromosomes X

Dans cette nouvelle technique, différentes sondes, spécifiques chacune d'un seul chromosome entier, et marquées avec des proportions variables de cinq fluorochromes différents sont hybridées avec les chromosomes. Ceci donne une signature spectrale caractéristique à chaque paire de chromosomes (c'est-à-dire des couleurs différentes en raison des proportions variables de fluorochrome sur chaque chromosome).
Indications pour la réalisation d'un caryotype :
- retard mental ou retard de développement ;
- traits dysmorphiques ;
- malformation congénitale ;
- ambiguïté sexuelle ;
- antécédents familiaux d'anomalies chromosomiques ;
- fausses-couches à répétition ;
- problèmes de fertilité ;
- examen préliminaire pour fécondation in vitro ou don de gamètes.